# Rhuda
Rhuda is een geslacht van vlinders van de familie tandvlinders (Notodontidae).

## Soorten
- R. decepta Schaus, 1928
- R. difficilis Schaus, 1911
- R. dissona Schaus, 1906
- R. focula Cramer, 1782
- R. geometrica Schaus, 1906
- R. labella Dyar, 1908
- R. lesca Dyar, 1908
- R. lorella dy, 1908
- R. minor Schaus, 1906
- R. tuisa Schaus, 1911